# Красна (притока Сіверського Дінця)
Красна — річка в Луганській області, Україна, ліва притока Сіверського Дінця (басейн Азовського моря).
Бере початок на північному сході села Тимонове Троїцького району Луганської області (південні схили Середньоросійської височини). Живлення — переважно снігове.
Довжина — 151 км. Площа басейну — 2710 км². Падіння — 0,5 м/км. Ширина долини — 3,5 км.
Правий берег високий, до 60 м, крутий, місцями стрімкий, порізаний короткими, але глибокими ярами і балками, на всьому протязі височить над рівним лівим берегом, нижчими, до 30 м висоти і пологим, слабо розчленованим. У долині розвинені заплавна, піщана і лісова тераси.

### Притоки
Троїцький район: річка Нагольна, Гнила.
Сватівський район: річки Гнила, Кобилка, Дуванка, Хорина.
Кремінський район: річка Кремінна, Гнила, Мечетна (притока Красної), Балка Ведмежа.

### Населені пункти
Міста: Сватове, Кремінна;
Села: Гончарівка (Сватівський район), Мілуватка.